# Guy Gerber
Guy Gerber (* 1975 in Holon, Israel) ist ein DJ und Produzent in der elektronischen Musikszene. Er ist regelmäßig als DJ auf Veranstaltungen im Ausland wie zum Beispiel Miami, Ibiza und England vertreten.

## Karriere
Im Alter von 15 Jahren war Guy Gerber Mitglied der israelischen U16-Fußballnationalmannschaft, später jedoch entwickelte sich die Leidenschaft für die Musik.
In den Jahren 2003 und 2005 hat Guy Gerber einige israelische Awards gewonnen.
Seinen Durchbruch schaffte Guy Gerber 2006, nachdem er bei Cocoon Recordings unter Vertrag genommen worden war. Innerhalb eines Jahres avancierte er zu einem europaweit bekannten Tech-House-DJ. Neben seinen Produktionen fertigte er bereits Remixe für New Order und Dominik Eulberg an. Bekannt wurde Guy Gerber für seine Produktionen wie Sea of Sand oder This Is Balagan, die ebenfalls auf Cocoon Recordings erschienen und bei DJs wie Sven Väth in den Plattenkisten landeten. 2007 erschien das Debütalbum Late Bloomers, das zarte Einflüsse aus World Music, R&B und Dub-Alarm, aber im Wesentlichen den Tech-House-Flow beinhaltet. Im Mai 2014 gab Gerber bekannt, dass er das gemeinsame Album "11 11" mit dem Rapper P. Diddy kostenfrei veröffentlicht.
Nebenbei hat Guy Gerber mit seinem Label Supplement Facts ein eigenes Netzwerk aufgebaut, das auch weltweit Partys veranstaltet.

## Diskografie (Auszug)
- 2006: Sea of Sand
- 2006: This Is Balagan
- 2007: Belly Dancing
- 2009: Timing
- 2012: The Mirror Game
- 2014: 11 11 mit P. Diddy

Alben:
- 2007: Late Bloomers

Remixe:
- Dominik Eulberg – Bionik
- New Order – Waiting For The Sirens
- Azari & III – Hungry For The Power